# Patric Dickinson

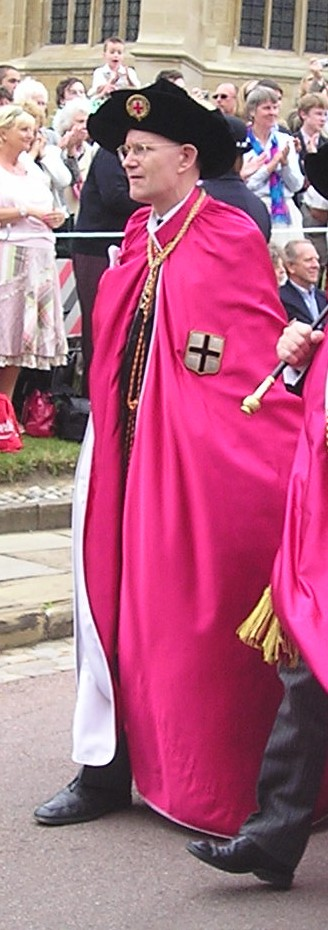
Patric Laurence Dickinson

Patric Laurence Dickinson, CVO (* 24. November 1950) ist ein englischer Jurist, Genealoge und Heraldiker. Er hatte bis 2021 das Amt des Clarenceux King of Arms am College of Arms inne.

## Leben
Dickinson besuchte die Marling School in Stroud, Gloucestershire und studierte dann Rechtswissenschaft am Trinity College der University of Oxford. Dort war er President der Oxford Union, des berühmten Debattierclubs der Universität.  Er trat dann in die Anwaltskammer des Middle Temple zu London ein.
Seine Tätigkeit am College of Arms begann Dickinson bereits 1968 als wissenschaftliche Hilfskraft. 1978 wurde er als Rouge Dragon Pursuivant of Arms in Ordinary ordentliches Mitglied des College. 1989 erfolgte die Beförderung zum Richmond Herald of Arms in Ordinary. Am 1. April 2010 übernahm er das Amt des Norroy and Ulster King of Arms, aus dem er bereits nach wenigen Monaten in sein jetziges Amt wechselte.
Seit 2004 ist Dickinson Sekretär der Hosenbandordens. In diesem Amt folgte er Hubert Chesshyre, dem früheren Clarenceux King of Arms, nach. 

## Orden, Auszeichnungen und Mitgliedschaften
Dickinson ist seit 2004 Leutnant, seit 2024 Commander des Royal Victorian Order (CVO). Er ist außerdem Vorsitzender der Anthony Powell Gesellschaft.